# هنگام جدید
هنگام جدید، روستایی در دهستان هنگام بخش شهاب شهرستان قشم در استان هرمزگان ایران است. این روستا، مرکز دهستان هنگام است.

## شغل
فعالیت عمده مردم جزیره هنگام صیادی است. پرورش ماهی در قفس، پرورش میگو و نخستین مزرعه پرورش تمساح کشور فعالیتهای تولیدی شاخص در این جزیره می‌باشند.

## جمعیت
بر پایه سرشماری عمومی نفوس و مسکن در سال ۱۳۹۵، جمعیت این روستا برابر با ۴۹۶ نفر (۱۳۸ خانوار) بوده‌است.